# Schakal
«Schakal» (с нем. — «Шакал») — второй сингл швейцарской готик-метал-группы Lacrimosa. Его выпуск состоялся в 1994 году на лейбле Hall of Sermon. «Schakal» является единственным синглом с альбома Inferno. Всего на нём содержится четыре трека, в числе которых две версии заглавной композиции. Тексты песен и музыка написаны Тило Вольффом. В истории Lacrimosa «Schakal» стал первым релизом, в записи которого приняла участие Анне Нурми. Она исполнила фрагмент на родном финском языке в заглавном треке. Также на трек «Schakal» в 1995 году был снят видеоклип, вошедший в первый сборник клипов Lacrimosa — видеокассету The Clips 1993—1995. В 2005 году видео вошло в DVD-сборник всех снятых на тот момент клипов Lacrimosa Musikkurzfilme.
В различные годы сингл переиздавался в странах Европы, Азии и Южной Америки. Кроме того, композиции с сингла содержатся в бокс-сете 2001 года Vintage Classix. В России «Schakal» выпущен в 2002 году лейблом Irond по лицензии Hall of Sermon в двухдисковом издании «Schakal/Inferno». Неиздававшиеся версии треков «Schakal» и «Vermachtnis Der Sonne» вошли в 2010 году в приуроченный к двадцатилетию Lacrimosa альбом Schattenspiel.

## Список композиций
| № | Оригинальное название                   | Перевод          | Музыка/слова | Время |
| 1 | Schakal (Edit Version)                  | Шакал            | Тило Вольфф  | 6:36  |
| 2 | Schakal (Piano Version)                 | Шакал            | Тило Вольфф  | 5:16  |
| 3 | Vermachtnis Der Sonne (Akustik Version) | Завещание солнца | Тило Вольфф  | 3:32  |
| 4 | Seele In Not (Metus Mix)                | Душа в беде      | Тило Вольфф  | 7:02  |

## Участники
В записи альбома приняли участие:
- Тило Вольфф (нем. Tilo Wolff) — тексты, музыка, вокал, клавишные, программинг, аранжировка, продюсирование
- Анне Нурми (фин. Anne Nurmi) — вокал, клавишные
- Ян Ирлунд (нем. Jan Yrlund) — гитара
- Себастьян Хаусманн (нем. Sebastian Hausmann) — гитара («Seele In Not (Metus Mix)»)
- Ян П. Генкель (нем. Jan P.Genkel) — бас-гитара, сведение
- ЭйСи (англ. AC) — ударные
- Ульрих Каон (нем. Ulrich Kaon) — виолончель
- Бармбекерский Симфонический Оркестр (нем. Barmbeker Symphonie Orchester)
- Бенно Хофер (нем. Benno Hofer) — мастеринг
- Филиппе Алиот (нем. Philippe Alioth) — сведение («Seele In Not (Metus Mix)»)
- Готтфрид Кох (нем. Gottfried Koch) — сведение («Schakal (Edit Version)», «Vermachtnis Der Sonne (Akustik Version)»)

## Оформление
Над оформлением работали:
- Тило Вольфф — идея оформления
- Клаудия Хеттих (нем. Claudia Hettich) — фотограф